# Джаясингх, Сусантика
Сусантика Джаясингх — легкоатлетка Шри-Ланки, которая специализировалась в беге на 200 метров. Одна из двух олимпийских призёров от Шри-Ланки за всю историю (единственная женщина и единственная ныне живущая).
Выступления на международной арене начала в 1994 году. Её первыми крупными соревнованиями стал чемпионат Азии 1995 года, на котором она стала серебряным призёром в беге на 100 метров. Далее приняла участие на чемпионате мира 1995 года, где также бежала 100 метров, однако выбыла на стадии четвертьфинала. Самого большого успеха в карьере добилась в 2000 году. В финальном забеге на 200 метров она финишировала на 3-м месте с национальным рекордом 22,28, который до сих пор остаётся непревзойдённым. Однако, после того как за употребление допинга была дисквалифицирована победительница забега Марион Джонс, Джаясингх переместилась на второе место, а золотая медаль была передана Полин Дэвис из Багам. Также на Олимпиаде в Сиднее участвовала в беге на 100 метров, где смогла дойти до полуфинала.
На Олимпиаде 2008 года выбыла на стадии полуфинала. После Олимпийских игр завершила спортивную карьеру. 31 мая 2009 года родила сына.
Была знаменосцем команды на церемониях открытия Олимпийских игр 2004 и 2008 годов.